# Jan Panenka
Jan Panenka (Prague, 8 juillet 1922 – Prague, 12 juillet 1999) est un pianiste et professeur tchèque. Il a enregistré beaucoup d'œuvres de Beethoven et a joué longtemps avec le Trio Suk.

## Biographie
Jan Panenka est d'abord élève de František Maxián au Conservatoire de Prague dès 1940 jusqu'en 1946. Sa carrière de concertiste débute en 1944 et après son diplôme, en 1946, il se rend à Leningrad pour recevoir les cours de Pavel Serebriakov au conservatoire (1946–47), puis se perfectionne avec Maxián à l'Académie des arts de Prague (1951–52). En 1951, il remporte le second prix au concours musical du printemps de Prague ce qui lui permet d'effectuer une tournée dans les pays de l'Est : Pologne, Roumanie, Bulgarie, URSS). En 1958, il est nommé soliste de la Philharmonie, sous la direction de Karel Ančerl. Il est remarqué lors d'une tournée en Australie et au Japon en 1959, avec la Philharmonie tchèque. Dès 1957, il joue avec le violoncelliste Josef Chuchro et le violoniste Josef Suk membres du Trio Suk, jusqu'en 1979, et très souvent en duo avec Josef Suk. Il joue les compositeurs de son pays, Pauer, Doubrava, Dobias, Seidl, Kapra…
Panenka est obligé d'interrompre sa carrière en 1979 en raison d'un problème à la main. Il travaille alors comme chef d'orchestre, mais reprend le piano en 1986 et enregistre avec le Quatuor Smetana. Il est également professeur à l'Académie tchèque des arts de Prague.
En tant que soliste avec l'Orchestre de la Philharmonie tchèque, il a réalisé de nombreux disque de concertos pour piano, notamment l'intégrale Beethoven entre 1964 et 1971. Il a gagné le Grand prix du disque pour son enregistrement avec Josef Suk, des sonates de Leoš Janáček et Claude Debussy.

## Discographie
- Bach, Jesu bleibet meine Freude (arr. Myra Hess) (King Records KICX 81069-70)
- Beethoven :
  - Bagatelles pour piano, op. 126 ; Rondo Capriccioso en so' majeur, op. 129 (1972, Supraphon 1110 1224 / Panton 81 9020-2 111)[3]
  - Sonate pour piano nos 1 en ut majeur & 6 en fa majeur (1974, LP Supraphon 1 11 1231-2)
  - Sonates pour piano no 9 en mi majeur ; no 10, en sol majeur ; no 26 en mi-bémol majeur, op. 81a (1968, Supraphon 3570-2 111)[4]
  - Sonate pour piano no 14 ut-dièse mineur (premier mouvement) (King Records KICX 81069-70)
  - Sonates pour violon - Josef Suk, violon (octobre 1966/ novembre 1967, 4CD Supraphon SU 3441-2 114 / SU 4077-2)[5],[6] (OCLC 43614398)
  - Sonate pour violon et piano nos 5 en fa majeur et 9 en la majeur - Josef Suk, violon (1965, Supraphon SV 8284)
  - Sonates et variations pour violoncelle et piano - Josef Chuchro, violoncelle (1971, Supraphon SU 3601-2 112)
  - Trio avec piano en ut mineur, op. 1 no 3 ; Trio en ré majeur, op. 70 no 1 - Trio Suk (8-12 avril 1963, Supraphon SV 8126 / "Archiv" SU 3959–2)[7]
  - Trio avec piano en si-bémol majeur, op. 97  - Trio Suk (1er septembre 1961 (Supraphon OP-7168-S / "Archiv" SU 3959–2)[7]
  - Trio avec piano en si-bémol majeur, op. 97 - Trio Suk (13-16 juin 1983, Denon 33CO-1586) (OCLC 13506043)
  - Concertos pour piano nos 1 à 5 - Orchestre symphonique de Prague (FOK), dir. Václav Smetáček (1965, Supraphon)
  - Fantaisie pour piano, chœur et orchestre en ut mineur, op. 80 - Orchestre symphonique de Prague (FOK), dir. V. Smetáček (Supraphon SU3540-2 013
  - Triple concerto en ut majeur, op. 56 - Trio Suk, Orchestre philharmonique tchèque, dir. Kurt Masur, (1977, Supraphon 1 10 1558)
- Bořkovec, Concerto pour piano et orchestre no 1 - Orchestre philharmonique tchèque, dir. Zdeněk Košler (1972, Supraphon 1 10 1205
- Brahms :
  - Valse en la-bémol majeur, op. 39 no 15 (King Records KICX 81069-70CD)
  - Sonates pour violon - Keiko Urushihara, violon (Fontec FOCD3171)
  - Sonates pour violon nos 2 & 3 - Josef Suk, violon (Supraphon SV 8053 / 6CD "Josef Suk – Early Recordings" SU 4075-2)[8]
  - Sonates pour violoncelle nos 1 & 2, Sonate pour violoncelle (arr. pour violoncelle de la sonate pour violon no 1 en sol majeur) - Daniel Veis, violoncelle (Supraphon 11 1564-2 132)
  - Sonates pour alto et piano, op. 120 nos 1 & 2	- Josef Suk, alto (Supraphon 11 1432-11)
  - Trios avec piano - Trio Suk (1976, Supraphon 1 11 2251-52 G)
  - Trio avec piano en ut mineur, op. 101 - Trio Suk (1966, Supraphon OP-7171-S)
  - Quatuor avec piano no 3 en ut mineur, op. 60 et Quintette avec piano en fa mineur, op. 34 - Quatuor Kocian (Denon CO-73536)
- Chopin :
  - Polonaise-fantaisie op. 61 ; Introduction et Rondo en mi-bémol majeur, op. 16 (Supraphon 1 11 0233 / Panton 81 9020-2 111)[3]
- Chostakovitch :
- Sonate pour alto et piano, op. 147 - Josef Suk, alto (Denon 25CO-3194)
- Debussy :
  - Sonate pour violon et piano - Josef Suk, violon (Supraphon SU 3547-2 101 / 6CD "Josef Suk – Early Recordings" SU 4075-2)[8]
  - Sonate pour violoncelle et piano, Josef Chuchro, violoncelle (Supraphon SM 8114)
- Doubrava, Sonate pour violon et piano - Marie Hlouňová, violon (78t Supraphon 0435788-791)
- Dussek :
  - Sonate pour piano en si-bémol majeur, op. 62 (Supraphon 1 11 1231-2)
  - Sonate pour piano en fa mineur, op. 77 ; 12 études mélodiques, op. 16 ; Rondo Les Adieux (1987, Supraphon CD-1853)
  - Concerto pour deux pianos et orchestre, op. 63 - Panenka et František Maxián, piano, Orchestre philharmonique tchèque, dir. Zdeněk Chalabala (Supraphon DM 5737)
  - Concerto pour deux pianos et orchestre, op. 63 - Panenka et František Maxián, pianos, Orchestre philharmonique tchèque, dir. John Barbirolli (concert, Supraphon SU 3779-2)[9]
- Dvořák :
  - Sonate en fa majeur, pour violon et piano
  - Sonatine en sol majeur, pour violon et piano - Josef Suk, violon (1963-72, Supraphon DV5516G / 6CD "Josef Suk – Early Recordings" SU 4075-2)[10],[8]
  - Romance pour violon et piano en fa mineur - Yuriko Kuronuma, violon (Fontec FOCD3213)
  - Forêts silencieuses (arr. Josef Suk) - Josef Suk, alto (Supraphon 1 11 2179)
  - Trio avec piano nos 1 à 4 - Trio Suk (25 avril-3 mai 1977 / 11-15 mai 1978, Denon / Supraphon 3545-2 112)[11] (OCLC 51560442)
  - Trio avec piano no 3 en fa mineur, op. 65 - Trio Suk (Supraphon OP-7171 S)
  - Trio avec piano, op. 90 « Dumky » - Trio Suk : Panenka ; Joseph Suk, violon ; Milos Sadlo, violoncelle (juin 1958, DG 4800489)[12]
  - Quintette avec piano en la majeur, op. 81 - Quatuor Smetana (1959, Supraphon DV 5610)
  - Quintette avec piano en la majeur, op. 5 ; Quintette avec piano op. 81 - Quatuor Smetana (1988, Supraphon 10 4115-2)
  - Quintette avec piano op. 81, Quatuor Panocha (1993, Supraphon 11 1465-2 131)
- Falla, Nuits dans les jardins d'Espagne, Orchestre philharmonique tchèque, dir. Antonio Pedrotti (Supraphon DV 5962)
- Fauré :
  - Berceuse, op.16, Josef Suk, violon (Supraphon 1 11 0227)
  - Sonates pour violon et piano nos 1 & 2 - Yuriko Kuronuma, violon (Sony SOCM 117)
- Foerster, Sonate pour violon et piano « Quasi fantasia » - Josef Suk, violon (Supraphon 11 0705-2)
- Franck, Sonate pour violon et piano en la majeur - Josef Suk, violon (1968, Supraphon 11 0710-2 / 6CD "Josef Suk – Early Recordings" SU 4075-2)[8]
- Gershwin, Rhapsody in Blue - Orchestre symphonique de Prague (FOK), dir. Václav Smetáček (15 juin 1953, Supraphon SU 3968-2)[13] (OCLC 320661045)
- Grieg :
  - Pochod skřítků, p.54, no 3
  - Svatební den na Troldhaugenu, op.65, no 6
  - Ukolébavka op.38, no 1
  - Concerto pour piano et orchestre en la mineur - Orchestre symphonique de Prague (FOK), dir. Václav Neumann (Supraphon DV 5504)
- Hanuš, Musica Concertante, op. 67 - Josef Chuchro, violoncelle, Orchestre philharmonique tchèque, dir. Václav Neumann (Panton 11 0349 H)
- Hindemith :
  - Sonate pour violon et piano - Ladislav Černý, alto (Supraphon SU 3021-2 911)
  - Concerto pour piano, cuivres et harpe - Karel Patras et B. Dobrodinský, harpes, Komorní filharmonie, L. Pešek (Supraphon SU 3021-2 911)
- Hlobil, Sonate pour violon et piano - Josef Suk, violon (Supraphon DM 5840)
- Janáček :
  - V mlhách
  - La vierge de Frydek (Denon OX-7139-ND)
- Sonate pour violon et piano - Josef Suk, violon (1958, Supraphon SU 3547-2 101)[8]
  - Sonate pour violon et piano - Josef Suk, violon (1975, Supraphon 11 0705-2)
  - Sonate pour violon et piano - Yuriko Kuronuma, violon (Victor VX-63)
  - Dumka en ut mineur ; Romance en mi-bémol majeur, pour violon et piano - Josef Suk, violon (Supraphon 1 11 2341-42G)
  - Elegy sur la mort de leur fille Olga - I. Žídek, ténor ; Chœur du philharmonique de Prague, Josef Veselka (Supraphon)
- Ježek :
  - Sonate pour piano (Supraphon SUA 10411)
  - Sonate pour violon et piano - Josef Suk, violon (Supraphon SU 3547-2 101)
- Kalabis, Trio avec piano, op. 39 - Trio Suk (Supraphon 1 11 2170)
- Kašlík, Sonate pour violon et piano - Josef Suk, violon (Supraphon DV 5760)
- Kapr, Domov.Výběr cycle pour piano (Supraphon DV 5293)
- Klusák, Rondo pour piano (Panton 01 0202 G)
- Liszt :
  - Notturno no 3 en mi-bémol majeur « Rêve d'amour » (King Record KICX 81069-70)
  - Liszt à Prague : Fantaisie sur des thèmes des opéras Don Giovanni, I Puritani, Paraphrases sur Schubert, Chanson hussite - pianoforte Johann Baptist Streicher (5-8 septembre 1986, Supraphon 11 0047-2)
- Martinů :
  - Sonate pour piano (Supraphon SUA 10411)
  - Sonate no 2 et Sonatina pour violon et piano - Yuriko Kuronuma, violon (Victor VX-63)
  - Sonate pour violon et piano no 3 - Yuriko Kuronuma, violon (Fontec FOCD3213)
  - Intermezzi pour violon et piano - Yuriko Kuronuma, violon (Victor VX 141)
  - Double concerto pour cordes, piano et timbales - J. Hejduk, timbales ; Orchestre philharmonique tchèque, dir. Karel Šejna (Supraphon SU 1924-2 001)
  - Concertino pour trio avec piano et orchestre- Trio Suk, Orchestre philharmonique tchèque, dir. Václav Neumann (Supraphon 1 10 2198)
  - Sinfonietta giocosa pour piano et petit orchestre ; Divertimento pour piano (main gauche) et orchestre - Orchestre de chambre de Prague, Bohumil Gregor (mars 1988, Supraphon 11 0373-2 031)
  - Sinfonietta giocosa pour piano et petit orchestre - Orchestre philharmonique tchèque, dir. Zdeněk Košler (Supraphon 1 10 2198)
- Mendelssohn, Trio avec piano en ré mineur - Trio Suk (Supraphon SU 3602-2 111)[14]
- Mozart :
  - Sonate pour piano K. 331 (King Records KICX 81069-70)
  - Sonates pour violon et piano - Václav Snítil, violon (Supraphon 11113411-8)
  - Quintette en mi bémol majeur pour piano, hautbois, clarinette, cor et basson, K. 452 - J. Schejbal, Vl. Říha, M. Štefek, K. Vacek (Supraphon DV 5301)
- Nedbal, Sonate pour violon et piano - Josef Suk, violon (Supraphon 1 11 2341-42 G)
- Novák, Sonate pour violon et piano en ré mineur - Josef Suk, violon (Supraphon 1 11 2341-42)
- Podešva, Sonate pour violon et piano - Josef Suk, violon (Supraphon DV5698)
- Poulenc, Sonate pour violon et piano - Josef Suk, violon (1968, Supraphon SU 3547-2 101 / 6CD "Josef Suk – Early Recordings" SU 4075-2)[8]
- Prokofiev, Sonate pour violon et piano no 2, op.94, Yuriko Kuronuma, violon (Victor VX 141)
- Ravel, Sonate pour violon et piano - Yuriko Kuronuma, violon (Victor VX 141)
- Reiner, Sonate pour piano no 3 (Supraphon DV 6132)
- Respighi, Sonate pour violon et piano - Josef Suk, violon (Supraphon DV 5537 / 6CD "Josef Suk – Early Recordings" SU 4075-2)[8]
- Schubert :
  - Moment Musical no 3 (King Records KICX 81069-70)
  - Duo en la majeur, pour violon et piano, op. 162 et Sonatine pour violon et piano op. 137 no 1 - Josef Suk, violon (Supraphon CO-3197 / 6CD "Josef Suk – Early Recordings" SU 4075-2)[8]
  - Trio avec piano en si-bémol majeur, op. 99 ; Notturno, op. 148 - Trio Suk (7-9 septembre 1964, Supraphon OP-7169-S) / "Archiv" SU 3959–2)[7]
  - Trio avec piano en si-bémol majeur, op. 99 ; Notturno, op. 148 - Trio Suk (Denon 33CO-1587)
  - Quintette avec piano en la majeur « La truite », op. 114 - Quatuor Smetana, Fr. Pošta, contrebasse (juin 1960, Supraphon SV 8063 / "Archiv" SU 3738-2)[15]
- Schumann :
  - Carnaval, op. 9 (1955, Supraphon DM 5260)
  - Carnaval, op. 9 ; Kinderszenen, op. 15 (Tokyo mars 1974, LP Denon OX 7002-ND)
  - Sonate pour piano no 1 en fa-dièse mineur (1957, Supraphon LPM 355 / Panton 81 9020-2 111)[3]
  - Album pour la jeunesse, op. 68, « Heureux paysan » (King Records KICX 81069-70CD)
  - Märchenbilder pour alto et piano, op. 113, Josef Suk, alto (Supraphon 11 1432-2)
  - Adagio et allegro pour violoncelle et piano, op. 70 ; Fantasiestucke, op. 73 ; Cinq Stücke im Volkston pour violoncelle et piano, op. 102 - Daniel Veis, violoncelle (Supraphon 11 1564-2 132)
  - Quatuor avec piano, op. 47 - membres du Quatuor Panocha (Supraphon 11 0367-2)
  - Quintette avec piano en mi-bémol majeur, op. 44, Quatuor Smetana (Denon 33CO-1329)
  - Concerto pour piano et orchestre en la mineur, op. 54, Orchestre philharmonique tchèque, dir. Karel Ančerl (Praga/Harmonia mundi PR254 000/01)
- Sluka, Sonate pour violoncelle et piano - Josef Chuchro, violoncelle (Supraphon DM 5815)
- Smetana :
  - Louisina polka (78t Supraphon 46193)
  - Vzpomínka na Plzeň [souvenirs de Plzeň] (78t Supraphon 49192)
  - Přívětivá krajina (78t Supraphon 46194)
  - Études en ut majeur
  - Souvenir de Bohème, Polka en mi mineur, op. 1 no 2 (Supraphon 1 11 0233)
  - Polka en fa-dièse, op. 7 no 1
  - Na břehu mořském [Au bord de la mer], op. 17
  - Conte de fées (Bagatelle et Impromptu, op. 6) (Denon OX-7139-ND)
  - Duo pour violon et piano - Josef Suk, violon (Supraphon 110270-2)
  - Duo pour violon et piano - Yuriko Kuronuma, violon (1971, Victor VX-63)
  - Duo pour violon et piano - Yuriko Kuronuma, violon (1987, Fontec FOCD3213)
  - Chanson du matin - Ivo Žídek, ténor (Supraphon LPM 395)
  - Trio avec piano en sol mineur - Trio Suk (Supraphon 11 0704-2)
- Suk :
  - Humoresque, op. 10, nos 1 et 5 (Supraphon 1 11 0233)
  - Balade pour violon et piano ; Quatre pièces pour violon et piano, op. 17 ; et Solo d'un conte de fée Radúz et Mahulena - Josef Suk, violon (1968, Supraphon SU 3777-2 / 11 1533-2111)[10],[16]
  - Élégie pour trio avec piano, op. 23 - Trio Suk (1967, Supraphon 1 11 0448)
  - Élégie pour trio avec piano, op. 23 - Trio Suk (1977, Denon OX-7134-ND)
- Šatra, Sonate pour violon et piano en sol majeur - Karel Šroubek, violon (Supraphon DV 5601)
- Tchaïkovski :
  - Album pour la jeunesse (Supraphon)
  - Trio avec piano en la mineur - Trio Suk (1959, Supraphon TYS 3021-S)
  - Trio avec piano en la mineur - Trio Suk (1976, Denon 33CO-1588 CD / COCO-73128)
- Vačkář, Sonate pour violon et piano - Josef Suk, violon (Supraphon SV 8406)
- Vomáčka, Sonate pour violon et piano - Spytihněv Šorm, violon,  Supraphon DV 5601)
- Vinci, Sonate pour flûte et piano - Severino Gazzelloni, flûte (Supraphon 1 11 181-2)
- Weber, Sonate pour piano no 1 en ut majeur (Supraphon 1 11 1231-2)